# Восстание против современного мира
«Восстание против современного мира» (итал. Rivolta contro il mondo moderno) — философско-политический трактат и главная работа итальянского философа-традиционалиста Юлиуса Эволы. Впервые была опубликована миланским издательством Hoepli в 1934 году. Позднее работа была переведена на несколько иностранных языков. На русский язык книга полностью переведена в 2016 году издательством «Прометей» (ныне «Тотенбург»). Труд оказал огромное влияние на традиционалисткий дискурс в целом, а также на правое движение, ориентированное на тексты традиционалистского дискурса.

## Структура работы
Работа разделена на две части:
- часть 1 — «Мир Традиции»;
- часть 2 — «Происхождение и облик современного мира».

## Содержание
Первая часть работы посвящена сравнительному изучению доктрин традиционных в понимании Эволы цивилизаций. Здесь автор указывает на основные принципы, по которым можно воссоздать образ того, что по его мнению можно назвать традиционной формой жизни человека. Всё это основано на принципе учения о двух природах, о существовании физического порядка и порядка метафизического. Эвола рассуждает о таких понятиях, как кастовость, инициация, действие, Империя, на которых должна основываться традиционная цивилизация. Свой идеал Эвола видел в жёсткой кастовой системе «индийского» образца: с воинами-жрецами на вершине иерархии.
Вторая часть книги посвящена толкованию истории с точки зрения традиционализма: начиная от истоков человека, заканчивая современной концепции теории эволюции Дарвина, принятие и популяризация которой в контексте традиционализма считается фактом того, что прогресс продвигает преднамеренно антитрадиционные идеи с целью искажения первоначального знания и усиления упадка современного общества и человека.
В книге Эвола описывает метафизическую арио-ведийскую традицию, которая будто бы управляла религиозными и политическими институтами древних индоевропейских обществ.
Вслед за Рене Геноном Эвола принимал индуистскую концепцию исторических циклов, как чередование: золотого (Сатья-юга в индуизме), серебряного (Трета-юга), бронзового (Двапара-юга) и железного века (Кали-юга), и считал современные времена «тёмным веком Кали-юги».

## Значение
Данная работа является наиболее важным традиционалистским произведением Эволы, позаимствовавшим основные идеи Рене Генона, а частично и название его программного труда — «Кризиса современного мира». При этом, в отличие от Генона, покинувшего Европу, чтобы издали наблюдать и критиковать её прогрессирующее разложение, Эвола намеревался активно противостоять деструктивным процессам Кали-юги, что нашло отражение в названии книги.
Как пояснял позднее сам автор в автобиографии «Путь киновари», его версия традиционализма сформировалась под влиянием идей Ницше о сверхчеловеке и Бахофена, у которого была позаимствована «бинарная типология уранических и теллурических цивилизаций».
На создание книги оказали влияние работы создателя «арктической гипотезы» Б. Г. Тилака и Германа Вирта, будущего директора гиммлеровской Аненербе.

## Теория регрессии каст
В данной работе Эвола выводит важный для понимания его историософских взглядов закон регрессии каст. В основу этой концепции были положены взгляды Ницше, оккультные идеи Блаватской об атлантах и лемурах, и, в особенности, идеи Бахофена, сформулировавшего в своих работах, таких как «Материнское право», теорию эволюционного развития общества от низших ступеней, «основанных на чувственности», и названных им «матриархатом», к «духовно чистым» мужским цивилизациям современности.
Эвола приспособил теорию Бахофена к своим взглядам, развернув её на 180°, заявив, что цивилизация деградирует от мужского уранизма к женскому теллуризму. В отличие от Генона, полагавшего, что в традиционном обществе жреческая каста (брахманы) господствовала над военной (кшатриями), Эвола утверждал, что обе касты изначально составляли единое целое, распавшееся надвое в результате ослабления солнечного мужского начала и нисхождения к лунному женскому.
Именно эта деградация, по мнению Эволы, приводит к той самой «десакрализации мира», которой так возмущался Генон в своей работе, проходя в качестве этапов рационализм, коллективизм, материализм и механицизм, в результате чего человек оказывается под властью сил, низших по отношению к нему.
Эвола считал, что власть в обществе переходит от уранической и дохристианской касты "жрецов-воинов" сначала к касте "торговцев" (в буржуазных демократиях), а затем и к касте "рабов"-пролетариев (как в СССР).
Христианство рассматривалось Эволой как явление теллурическое и упадочное, и, следовательно, подлежало преодолению наравне с капитализмом, демократией и коммунизмом.

## «Восстание» и фашизм
Подобные взгляды естественным образом привели Эволу к попытке сотрудничества с фашизмом и нацизмом. В 1935 перевод «Восстания» был издан в Германии. Он получил такие же хорошие отзывы в нацистской прессе, как и «Языческий империализм», а наблюдавший из Швейцарии Герман Гессе написал в частном письме, что новая работа Эволы — «действительно опасная книга».
Тем не менее, общение Эволы с различными нацистскими кругами не дало результатов, а предложение руководству СС об идеологическом сотрудничестве было отвергнуто после экспертизы идей Эволы, проведенных Карлом Марией Вилигутом по поручению Генриха Гиммлера, и установившей важные, с точки зрения немцев, расхождения эволианской идеологии с нацизмом. Однако после июня 1944 года Эвола работал в Вене, помогая набирать армию добровольцев Ваффен-СС со всей Европы для борьбы с США и СССР (согласно другим источникам — изучая реквизированные архивы масонерии).
Книга «Восстание против современного мира» стала, по выражению Гудрик-Кларка, «библией» для неонацистской группы Ландига (бывшего офицера СС), соединившего идеологию арийско-германского превосходства с метафизикой «примордиальной традиции» Эволы. Эта организация обсуждала возможность существования в Арктике тайного центра, известного как «голубой остров», где сохранилась упомянутая «традиция».